# Saint-Maixent-sur-Vie

Saint-Maixent-sur-Vie este o comună în departamentul Vendée, Franța. În 2009 avea o populație de 878 de locuitori.